# Wyeville
Wyeville – wieś w Stanach Zjednoczonych, w stanie Wisconsin, w hrabstwie Monroe.